# Sòsies
Sòsies o Sòsias (grec antic: Σωσίας, Sosias) fou un pintor de gerres de l'antiga Grècia, el nom del qual apareix en un famós cílix que fou descobert a Vulcos el 1828 i que després va passar a l'Antikensammlung de Berlín. És un dels objectes greco-etruscs més valorats, i s'ha comparat amb la producció de Polignot. N'hi ha que pensen que era un grec sicilià, però això no passa de ser una hipòtesi.